# Rolua coalescens
Rolua coalescens är en fjärilsart som beskrevs av Max Wilhelm Karl Draudt 1926. Rolua coalescens ingår i släktet Rolua och familjen nattflyn. Inga underarter finns listade.